# Hiroyuki Shirai
Hiroyuki Shirai (Shizuoka, 17 giugno 1974) è un ex calciatore giapponese, di ruolo difensore.